# 革命社会党（马列）
革命社会党（马列）（西班牙語：Partido Socialista Revolucionario (Marxista-Leninista)，缩写为PSR(m-l)）是秘鲁的一个已不存在的共产主义政党。该党成立于1978年，分裂自革命社会党。该党的领导人包括Antonio Aragón、Carlos Urrutia和Andrés Avelino Mar。在1980年秘鲁大选中，该党参加人民民主团结联盟。